# Kingston upon Hull
Kingston upon Hull, usualmente llamado Hull, es una ciudad con estatus de Autoridad unitaria del condado histórico de Yorkshire, Inglaterra (Reino Unido). Administrativamente forma parte del condado ceremonial de Yorkshire del Este. Se sitúa en la costa norte de Inglaterra, en la desembocadura del río Hull en el estuario de Humber. La ciudad tiene una considerable importancia en la industria alimenticia.

## Historia
La primera colonia surgió de la unión de Hull y Humber y fue fundada por monjes cistercienses de la Abadía de Meaux en el siglo XII con la intención de desarrollar un comercio de lana.
El 1 de abril de 1299 el asentamiento recibe sus primeros derechos como ciudad y su nombre "Kings Towne on the River Hull" por el rey Eduardo I de Inglaterra que necesitaba un puerto en el norte del país en el desarrollo de la guerra contra Irlanda.

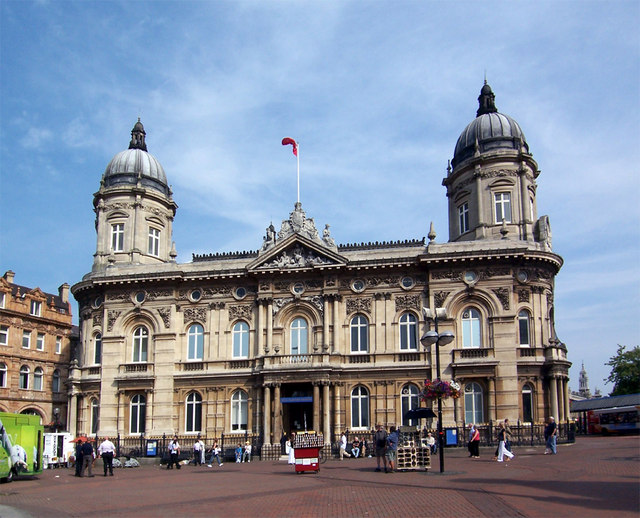
El Museo Marítimo

Durante la Guerra Civil Inglesa, Hull, debido a su gran arsenal, jugó un importante papel. A comienzos de la guerra, el 11 de enero de 1642, el rey Carlos I nombró gobernador de Hull al conde de Newcastle. El Parlamento, por su parte, designó a Sir John Hotham, quien en unión con la corporación municipal declaró su apoyo al Parlamento. Negada al rey la entrada en Hull, este respondió poniendo sitio a la ciudad. Este asedio fue un hecho decisivo que vino a precipitar el conflicto ya que se había abierto entre las fuerzas del Parlamento y las realistas.
El estatus histórico de la ciudad ha cambiado en diversas ocasiones a lo largo de la historia. Como ex distrito, Hull formaba parte del condado de Humberside de 1974 hasta 1996. Cuando este se disolvió se convirtió en una Autoridad unitaria.

## Puntos de interés

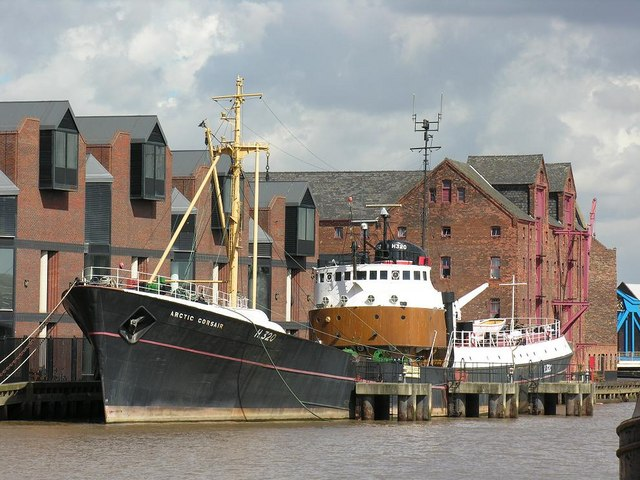
La pesquera Arctic Corsair (hoy un museo) en el río Hull

En la zona de museos de la ciudad podemos encontrar, entre otros, el "Wilberforce House", el "Hull and East Riding Museum", el "Ferens Art Gallery", el "Maritime Museum" y el "Streetlife and Transport Museum".
Otra colección de interés es sin duda la de arte de la Universidad de Hull.
Además podemos encontrar en Hull los jardines reales "Queens Gardens", "the deep", un acuario de mar que es el único que se puede considedar "Submarium" a nivel mundial y se encuentra en medio de un tanque acuático. El acuario contiene 2,5 millones de litros de agua, 87 toneladas de sal y cuenta con un ascensor de cristal en su interior.
En Hull también localizamos el puente Humber, el cuarto puente colgante más grande del mundo.

## Iglesias
Las iglesias más destacadas de Hull son:
- La Holy Trinity Church (1320-1500)
- St Charles Borromeo, fundada en 1829 y restaurada en 1861
- El Charterhouse (1778-80), capilla de una residencia de ancianos existente desde la Edad Media.

## Economía
Económicamente Hull comerciaba con Europa pero también servía hasta el siglo XIX para la caza de ballenas; después, en los años 1900-1975, la industria se orientó a la pesca de eglefino y bacalao en los mares profundos entre Europa e Islandia. Hasta hoy en día desde el puerto de Hull se trasladan mercancías a Róterdam y Zeebrugge.
Aunque su puerto llegó a ser el tercero más grande del Reino Unido, su casco antiguo restaurado es su principal atractivo turístico.

## Educación
Desde 1927 cuenta con universidad propia: University of Hull (Universidad de Hull). En el centro de la población también existe un pequeño campus de la Universidad de Lincoln.

## Deportes
El club de fútbol local, Hull City AFC, participa en la segunda división del fútbol de Inglaterra, el EFL Championship. Juega sus partidos de local en el MKM Stadium cuyo aforo supera los 25 000 espectadores.

## Ciudades hermanadas
- Freetown, Sierra Leona
- Niigata, Japón
- Raleigh, Estados Unidos
- Reikiavik, Islandia
- Róterdam, Países Bajos
- Szczecin, Polonia

## Personalidades

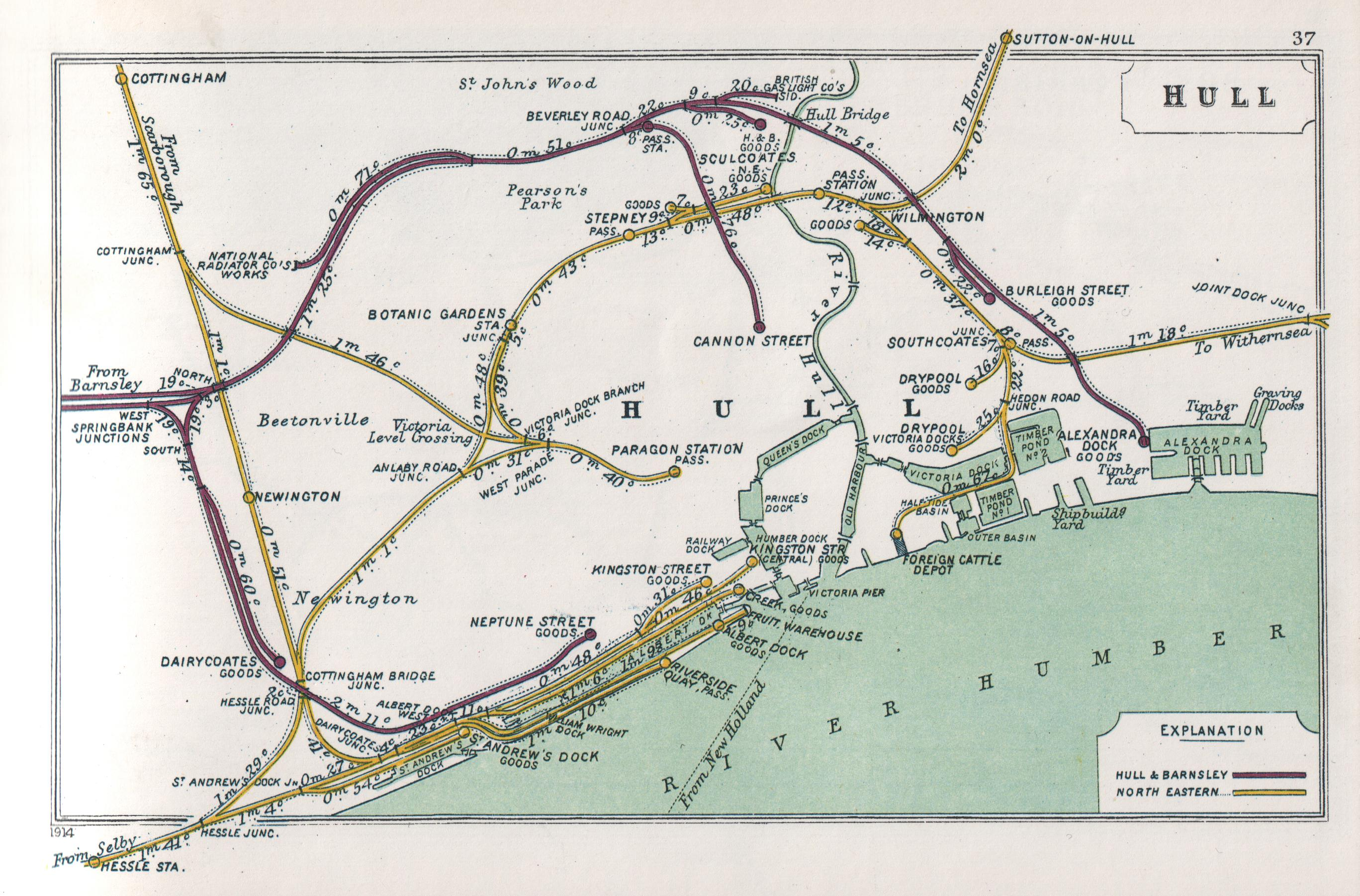
Plano de Hull

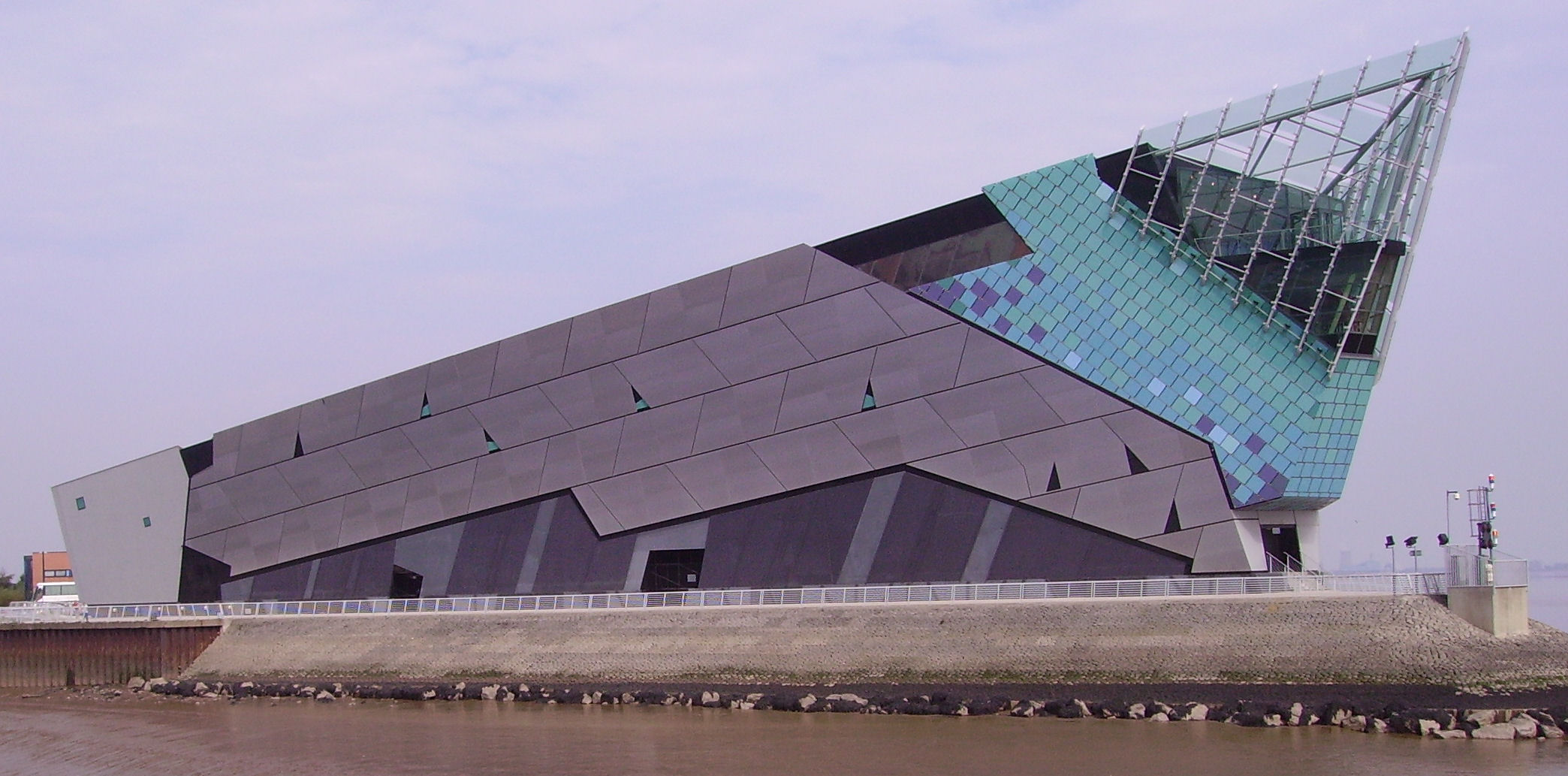
El "Deep"

- Thomas R. Ferens, un hombre de industria y diputado del parlamento de East Hull de 1906 a 1918, que fue uno de los grandes benefactores de la ciudad. Entre otras cosas proporcionaba dinero a la universidad y la galería de arte "Ferens Art Gallery".
- Calum Scott, cantautor británico conocido por su canción «You Are The Reason».
- John Venn (1834-1923), matemático y lógico del s. XIX conocido sobre todo por sus esquemas visuales de teoría de conjuntos (entre otros, el "Diagrama de Venn").
- Amy Johnson, una pionera de la aeronáutica, fue la primera persona que voló sola de Inglaterra a Australia. Nació en 1903 en Hull.
- Joseph Malet Lambert, un reformador de cultura reconociendo la enseñanza pública generada a todos los niveles como un factor econcómico crucial nació en 1853 en Hull.
- Philip Larkin (1922-1985) fue uno de los poetas más grandes del s. XX y desde 1955 hasta su fallecimiento trabajó en la universidad Hull.
- Ethel Leginska (1886-1970) era pianista, directora de orquesta y compositora.
- Mick Ronson (1946-1993), guitarrista, compositor, productor y multinstrumentista.
- Thomas Somerscales, pintor y profesor que alcanzó la fama sobre todo con sus cuadros que representan la Guerra del Pacífico y la navegación desde la costa de Perú a Chile.
- William Wilberforce, uno de los activistas que luchaban en contra de la esclavitud, nació en 1759 en Hull y fue bautizado en la Holy Trinity Church. Hasta su muerte en 1833 luchó por los derechos de la ciudad en la cámara baja del Reino Unido.
- Thomas Brooks, un pintor inglés.
- The Housemartins, grupo de pop que se formó en 1983, conformado inicialmente por Paul Heaton (vocalista), Stan Cullimore (guitarrista), Ted Key (bajista) y Chris Lang (baterista)
- Everything but the Girl (a veces EBTG), dúo inglés formado en el año 1982, compuesto por su cantante principal y en ocasiones guitarrista Tracey Thorn y el guitarrista, teclista y vocalista Ben Watt.

## Enlaces
- Web oficial de la ciudad (en inglés).
- Página de la Holy Trinity Church (inglés)
- La ciudad (en inglés)

- Datos: Q128147
- Multimedia: Kingston upon Hull / Q128147